# Émile Levassor

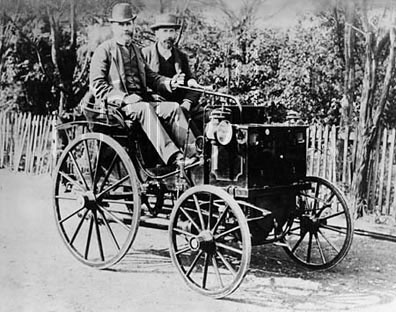
Émile Levassor (vlevo)

Émile Constant Levassor (21. ledna 1843 Marolles-en-Hurepoix, departement Essonne – 14. dubna 1897 Paříž) byl francouzský průkopník automobilismu a závodník.

## Život
Émile Levassor studoval na École Centrale. Po ukončení studia v roce 1864 pracoval ve firmě Cockerill-Sambre v Belgii. Od roku 1872 působil ve firmě vyrábějící dřevoobráběcí stroje Perin, Panhard & Cie. založené Jean-Louis Périnem. Levassorův bývalý spolužák René Panhard byl v té době spolumajitelem podniku a Levassor v něm také získal desetiprocentní účast. Kromě výroby strojů pro zpracování a obrábění dřeva se mezi lety 1875 a 1879 zabývala výrobou plynových motorů. Po smrti Périna v roce 1886 se firma přejmenovala na Panhard & Levassor. Mezitím Belgičan Edourd Sarazin uzavřel licenční smlouvu na motory Gottlieba Daimlera. Sarazin však v roce 1887 zemřel a s jeho ženou se později oženil Levassor. Pomyslné věno tvořily i patenty jejího bývalého manžela. Levassor s Panhardem tedy nejdříve prodávali licenční motory, později – inspirováni Daimlerovým prototypem se rozhodli stavět své vlastní vozy. Daimler a nespolečenský samotář Levassor se rychle spřátelili a vzájemně si vyměňovali poznatky a vylepšení.
Podílníci se rozhodli vyrábět vlastní automobily. První vůz značky byl vyroben v roce 1890, používal motor Daimler. Levassor se při konstrukci vozů snažil přinášet nová řešení, mezi jinými například jako první použil ve svých pozdějších vozech kombinaci umístění motoru vpředu s pohonem zadních kol. Tato nejen pro cestující výhodnější konfigurace byla ovšem záhy nazvána systemém „Panhard“.
Émile Levassor se se svými vozy také účastnil automobilových závodů, byl pátý při prvním závodě Grand Prix Francie Paříž-Rouen v roce 1894 a o rok později zvítězil s průměrnou rychlostí 24,5 km/h ve vůbec prvním závodě Grand Prix Francie trati Paříž-Bordeaux-Paříž. V tomto více než 1178 kilometrů dlouhém závodě šlo o obrovský úspěch vozu se spalovacím motorem. Levassor dojel po krátkém odpočinku v Bordeaux, kde jej měl vystřídat druhý řidič, do Paříže jako první, v té době řídil nepřetržitě 48 hodin a 17 minut. Dalších sedm vozů s benzínovými motory dorazilo postupně později a parnímu automobilu, který se závodu také účastnil, jízda trvala více než devadesát hodin.
Při nehodě v dalším závodě Grand Prix v roce 1896 na trati Paříž-Marseille-Paříž od začátku vedl. Při snaze vyhnout se po silnici pobíhajícímu psu se těžce vnitřně zranil. I se zraněním a poškozeným vozem však v závodě pokračoval až do Avignonu. Poté byl převezen do nemocnice. Na následky zranění následující jaro zemřel, je tak považován za první oběť motoristických závodů.